# Anyphaena aperta
Anyphaena aperta är en spindelart som först beskrevs av Banks 1921.  Anyphaena aperta ingår i släktet Anyphaena och familjen spökspindlar. Inga underarter finns listade i Catalogue of Life.